# Ново јутро (ТВ серија)
Ново јутро (шп. Nuevo amanecer) мексичка је теленовела, продукцијске куће Телевиса, снимана током 1988. и 1989.
У Србији је приказивана 1997. на локалним телевизијама.

## Синопсис
Ово је прича о лепој Лаури, старијој и стидљивој жени, која ради као учитељица у школи. Из детињства носи трауме јер ју је мајка малтретирала, а очух силовао. Након смрти мајке, Лаура наслеђује њено богатство и одлучује да оде на путовање. Том приликом упознаје Херарда у кога се заљубљује, али и даљи пати јер је подсећа на очуха. Поред тога Лаура ће морати да се бори против особе која жели да је уништи и са мистериозним позивима који ће јој долазити, а за које сумња да су од мртве мајке.

## Улоге
| Глумац:                 | Улога:     |
| ----------------------- | ---------- |
| Жаклин Андере           | Лаура      |
| Педро Армендариз Јуниор | Херардо    |
| Бланка Гера             | Норма      |
| Салма Хајек             | Фабиола    |
| Данијела Кастро         | Патрисија  |
| Раул Араиза             | Естебан    |
| Арасели Агилар          | Ампаро     |
| Роберто Антунез         | Арнулфо    |
| Рита Маседо             | Елена      |
| Маристел Молина         | Нијевес    |
| Алехандра Моралес       | Ернестина  |
| Мануел Охеда            | Самуел     |
| Ребека Силва            | Дијана     |
| Хектор Суарез Гомиз     | Пако       |
| Хилберто Трухиљо        | Луис       |
| Грасијела Доринг        | Бенита     |
| Оскар Травен            | Том Шелдан |